# スーパー歌舞伎 ヤマトタケル
『スーパー歌舞伎 ヤマトタケル』（スーパーかぶき ヤマトタケル）は、日本神話中のヤマトタケル伝説を題材とした舞台作品。三代目市川猿之助が創始した独創的演出による歌舞伎公演シリーズ「スーパー歌舞伎」の1作目として1986年に初演された。

## 概要
かねてよりたびたび演劇について論を交わす仲であった三代目市川猿之助と梅原猛は、近代の新歌舞伎が顧みてこなかった江戸歌舞伎の要素（踊り、ツケ入りの見得、隈取りの化粧、台詞の合方としての音楽など）と、現代人に通じるテーマ性を持ったストーリーのある新作歌舞伎の実現について意気投合した。猿之助は次回作品の内製を試みるが、肝心の脚本が思うように上がらず、梅原に「いっそ先生が」ともちかけ（のちに社交辞令であったと回想している）、一念発起した梅原が書き下ろし実現した作品である。「スーパー歌舞伎」は大反響となり、以降シリーズ化されるまでになった。その後、三代目の意志を継いだ甥の四代目市川猿之助らによる「スーパー歌舞伎Ⅱ」として継承されるとともに、幾多の俳優と演出家らを触発し、数多くの現代劇的な新作歌舞伎公演が生まれる契機となった。
ヤマトタケルの波乱に満ちた生涯をドラマチックに描き出し、派手な立ち回りと骨太な人物描写セリや宙乗りをフル活用した大掛かりな舞台装置、煌びやかな衣装、下座音楽と現代劇音楽の要素を併せた音楽による一大スペクタクルである。また、作品では「天翔ける心」が物語にたびたび登場するキーフレーズとなっており、以降のスーパー歌舞伎でもストーリーを象徴するキーフレーズが何かしら登場するようになった。
1988年（昭和63年）に猿之助十八番に選定されたが、猿之助は2000年（平成12年）にこの作品と『義経千本桜・忠信編』を『太平記忠臣講釈』と『四天王楓江戸粧』に差し替えると発表、2010年に改めて猿之助四十八撰として選定された。
2008年（平成20年）にはスーパー歌舞伎の演目として初めて累計観客動員数100万人を達成した
2012年に三代目市川猿之助の市川猿翁襲名、市川亀治郎の四代目市川猿之助襲名、三代目の実子で映画やドラマで活躍していた香川照之の市川中車襲名、香川の息子政明の市川團子襲名の際に襲名披露興行の演目のひとつとなった際は、「親子の確執」をテーマとしていることから話題となった。
2020年7月28日～9月25日にIHIステージアラウンド東京にて4代目猿之助演出・猿之助と中村隼人のダブルキャストによる「スーパー歌舞伎Ⅱ ヤマトタケル」として上演が予定されていたが、4月14日、新型コロナウイルスの感染拡大を受け、全公演が中止となることが発表された。その後2021年公演実施に向けて調整中とされてきたが、実現することはなかった。
2024年2-3月に新橋演舞場にて中村隼人・市川團子の主演ダブルキャスト、中村米吉の兄橘姫・弟橘姫の二役で「スーパー歌舞伎 三代猿之助四十八撰の内 ヤマトタケル」の公演タイトルで上演されることが発表された。前年になくなった市川猿翁（三代目市川猿之助）の意志を受け継ぐべく、初演に近い演出・構成で上演される。先述の通り團子は初舞台が同作2012年公演のワカタケル役である。さらに同年5月には御園座、6月に大阪松竹座、10月に博多座で上演された。御園座・松竹座公演は團子のヤマトタケル、中村壱太郎の兄橘姫・弟橘姫であり、博多座公演は團子・隼人のダブルキャストによるヤマトタケル、壱太郎・米吉のダブルキャストによる兄橘姫・弟橘姫での上演であった。

## 主な配役
| 公演年                                                              | 劇場                                          | 小碓命 （おうすのみこと） 後にヤマトタケル | 大碓命 （おおうすのみこと）     | 帝 （すめらみこと）           | タケヒコ                      | ヘタルベ                      | 兄橘姫 （えたちばなひめ）     | 弟橘姫 （おとたちばなひめ）   | 皇后 （おおきさき） | 倭姫（やまとひめ） | 尾張国造   | みやず姫                      |
| ------------------------------------------------------------------- | --------------------------------------------- | ------------------------------------------ | ------------------------------- | ----------------------------- | ----------------------------- | ----------------------------- | ----------------------------- | ----------------------------- | ------------------- | ------------------ | ---------- | ----------------------------- |
| 1986年(昭和61年)2-11月                                              | 新橋演舞場 〜中日劇場 〜京都南座 〜新橋演舞場 | 三代目市川猿之助                           | 三代目市川猿之助                | 實川延若                      | 中村歌六                      | 市川右近                      | 中村児太郎                    | 中村児太郎                    | 七代目市川門之助    | 澤村宗十郎         | 片岡芦燕   | 市川笑也                      |
| 1988年(昭和63年)3-4月                                               | 新橋演舞場                                    | 三代目市川猿之助                           | 三代目市川猿之助                | 島田正吾                      | 中村歌六                      | 市川右近                      | 中村児太郎                    | 中村児太郎                    | 七代目市川門之助    | 澤村宗十郎         | 片岡芦燕   | 市川笑也                      |
| 1988年(昭和63年)3月-4月 特別マチネ（各月2回公演）                   | 新橋演舞場                                    | 中村信二郎                                 | 中村信二郎                      | 市川猿之助                    | 中村歌六                      | 市川右近                      | 市川笑也                      | 市川笑也                      | 七代目市川門之助    | 澤村宗十郎         | 片岡芦燕   | 中村児太郎                    |
| 1988年(昭和63年)5月                                                 | 中日劇場                                      | 市川猿之助                                 | 市川猿之助                      | 島田正吾                      | 中村歌六                      | 市川右近                      | 中村児太郎                    | 中村児太郎                    | 七代目市川門之助    | 澤村宗十郎         | 片岡芦燕   | 市川笑也                      |
| 1988年(昭和63年)6月                                                 | 南座                                          | 市川猿之助                                 | 市川猿之助                      | 河原崎権十郎                  | 中村歌六                      | 市川右近                      | 中村児太郎                    | 中村児太郎                    | 七代目市川門之助    | 澤村宗十郎         | 片岡芦燕   | 市川笑也                      |
| 1988年(昭和63年)10月 ／1989年(昭和64年)3月 「伊吹山のヤマトタケル」 | PARCO劇場                                     | 市川右近                                   | 中村信二郎                      | 坂東彌十郎                    | 中村信二郎                    | 市川猿弥                      | 市川春猿                      | 市川笑也                      | －                  | 市川笑三郎         | 坂東彌十郎 | 市川笑也                      |
| 1995年(平成7年)4-6月                                                | 新橋演舞場 〜中日劇場                         | 市川猿之助                                 | 市川猿之助                      | 市川段四郎                    | 中村歌六                      | 市川右近                      | 市川笑也                      | 市川春猿                      | 八代目市川門之助    | 市川笑三郎         | 坂東竹三郎 | 市川笑也                      |
| 1998年(平成10年)9-10月                                              | 大阪松竹座                                    | 市川猿之助                                 | 市川猿之助                      | 市川段四郎                    | 中村歌六                      | 市川亀治郎                    | 市川笑也                      | 市川春猿                      | 八代目市川門之助    | 市川笑三郎         | 坂東竹三郎 | 市川笑也                      |
| 2005年(平成17年)3-5月                                               | 新橋演舞場 〜大阪松竹座                       | 市川右近 市川段治郎 Wキャスト              | 市川右近 市川段治郎 Wキャスト   | 金田龍之介                    | 市川段治郎 市川右近 Wキャスト | 市川弘太郎                    | 市川笑也                      | 市川春猿                      | 八代目市川門之助    | 市川笑三郎         | 市川欣也   | 市川笑也                      |
| 2005年(平成17年)6月                                                 | 中日劇場                                      | 市川右近 市川段治郎 Wキャスト              | 市川右近 市川段治郎 Wキャスト   | 安井昌二                      | 市川段治郎 市川右近 Wキャスト | 市川弘太郎                    | 市川笑也                      | 市川春猿                      | 八代目市川門之助    | 市川笑三郎         | 市川欣也   | 市川笑也                      |
| 2008年(平成20年)3-6月                                               | 新橋演舞場 〜博多座 〜大阪松竹座 〜中日劇場   | 市川右近 市川段治郎 Wキャスト              | 市川右近 市川段治郎 Wキャスト   | 金田龍之介 市川猿弥 Wキャスト | 市川段治郎 市川右近 Wキャスト | 市川弘太郎 市川猿紫 Wキャスト | 市川笑也                      | 市川春猿                      | 八代目市川門之助    | 市川笑三郎         | 市川猿三郎 | 市川笑也                      |
| 2012年(平成24年)6-7月                                               | 新橋演舞場                                    | 市川亀治郎改め 四代目市川猿之助            | 市川亀治郎改め 四代目市川猿之助 | 市川中車                      | 市川右近                      | 市川弘太郎                    | 市川笑也                      | 市川春猿                      | 八代目市川門之助    | 市川笑三郎         | 坂東竹三郎 | 市川笑也                      |
| 2013年(平成25年)6月                                                 | 博多座                                        | 市川亀治郎改め 四代目市川猿之助            | 市川亀治郎改め 四代目市川猿之助 | 市川中車                      | 市川右近                      | 市川弘太郎                    | 市川笑也                      | 市川春猿                      | 八代目市川門之助    | 市川笑三郎         | 市川猿三郎 | 市川笑也                      |
| 2024年(令和6年)2-3月                                                | 新橋演舞場                                    | 中村隼人 市川團子 Wキャスト                | 中村隼人 市川團子 Wキャスト     | 市川中車                      | 中村福之助                    | 中村歌之助                    | 中村米吉                      | 中村米吉                      | 八代目市川門之助    | 市川笑三郎         | 中村錦之助 | 市川笑野 市川三四助 Wキャスト |
| 2024年(令和6年)5月                                                  | 御園座                                        | 市川團子                                   | 市川團子                        | 市川中車                      | 中村福之助                    | 中村歌之助                    | 中村壱太郎                    | 中村壱太郎                    | 八代目市川門之助    | 市川笑三郎         | 嵐橘三郎   | 市川笑野 市川三四助 Wキャスト |
| 2024年(令和6年)6月                                                  | 大阪松竹座                                    | 市川團子                                   | 市川團子                        | 市川中車                      | 中村福之助                    | 中村歌之助                    | 中村壱太郎                    | 中村壱太郎                    | 八代目市川門之助    | 市川笑三郎         | 嵐橘三郎   | 市川笑野 市川三四助 Wキャスト |
| 2024年(令和6年)10月                                                 | 博多座                                        | 中村隼人 市川團子 Wキャスト                | 中村隼人 市川團子 Wキャスト     | 市川中車                      | 中村福之助                    | 中村歌之助                    | 中村米吉 中村壱太郎 Wキャスト | 中村米吉 中村壱太郎 Wキャスト | 八代目市川門之助    | 市川笑三郎         | 中村錦之助 | 中村壱太郎 中村米吉 Wキャスト |

## スタッフ
照明を劇団四季の立ち上げメンバーのひとりでもある吉井澄雄に依頼、戯曲化した歌舞伎作品の本興行で本格的に照明が取り入れられるのは初めての試み（ただし、新作舞踊公演においては戦前より照明に工夫が凝らされることがあった）であり、その後の歌舞伎上演における照明のあり方、劇場設計にも影響を与えた。
衣装は当時三宅一生事務所の毛利臣男に依頼。毛利はこの作品ののちもスーパー歌舞伎全9作品、さらにスーパー歌舞伎Ⅱ『空ヲ刻ム者』で衣装・衣装デザインを手掛けている。
2005年上演時より石川耕士が脚本・演出補として補綴や演出を担当、さらに音楽を加藤和彦制作のものに刷新、音響に本間明、舞台装置に金井俊一郎の息子金井勇一郎が加わるなどして演出が改められた。
（初演時）
- 作：梅原猛
- 監修：戸部銀作・奈河彰輔
- 台本・演出：市川猿之助
- 美術：朝倉摂
- 舞台技術：金井俊一郎
- 照明：吉井澄雄
- 音楽：長澤勝俊
- 効果：渡部和郎
- 振付：藤間勘紫乃、藤間洋子
- 衣装デザイン：毛利臣男
- 文楽作曲：鶴澤清治
- 琵琶作曲：半田淳子

（出典）

## 映像化
1995年公演は録画され「歌舞伎名作撰」としてビデオソフト化されている（2004年DVD化）。また、2012年公演は録画され、シネマ歌舞伎として全国の映画館で上映されたほか、DVDとしても発売されている。